# Королевство Савалу
Королевство Савалу (фр. Royaume de Savalou) или Королевство Саваллу (фр. Royaume de Savallou) — африканское государство, основанное около 1650 года королем Соа Гбагиди I. Оно находилось на территории, примерно соответствующей западной половине департамента Коллин в центральной части современной Республики Бенин, включая город Савалу.

## Основание
Из-за семейных ссор по поводу престолонаследия Дессу Атолу, охотник из этнической группы уэда, убил своего брата и покинул свою деревню Митогбоджи близ Сегбоуэ, на берегу озера Аэме (юго-запад Бенина), чтобы отправиться и поселиться в деревне Даме в стране народа Фон. Он подружился с Лигбо, старостой деревни и женился на его дочери которого он женился. От этого брака родился Агба Рако.
Лигбо умирает, и в качестве его преемника решено выбрать того, кто сумеет приручить буйвола и оседлать его. Рако добивается успеха, становится старостой деревни и получает прозвище So-ha (тот, кто укрощает буйвола).
Вместе со своими подчинёнными Лигбо переехал в Уаве, недалеко от Боикона. Ведя войны с местными жителями этого региона, Рако в конце концов навязал им свою власть, в основном населению Наго, которые затем прозвали его Oba-Guidi, то есть «истинный вождь»; это прозвище со временем превратилось в Gbaguidi (Гбагиди). Он поддерживал хорошие отношения с До-Аклином, другим вождем этого региона. Когда До-Аклин умер, его преемниками стали его сыновья Гангни-Эссу, а затем Дако-Дону, которые всё меньше и меньше могли противостоять растущему влиянию Соа Гбагиди. Дако-Дону силой подчинил себе все вождества в регионе Уаве.
Соа Гбагиди, не имея средств противостоять Дако-Дону, снова мигрировал на север со своими людьми, чтобы обосноваться в области Онунго, в 80 километрах к северу от Уаве, недалеко от густонаселенной деревни Чебелу, построенной на холме. Соа Гбагиди решил завоевать эту деревню и, по совету друга, использовал для этого хитрость. К ногам нескольких голубей он привязал горящие соломинки, которые были отправлены на соломенные крыши хижин Чебелу, которые затем сгорели.
Соа Гбагиди предлагает вождю Чебелу, который был из народа Йоруба, помощь своих людей для восстановления его деревни. Последний соглашается и организует благодарственный банкет, чтобы начать восстановительные работы. Соа прячет оружие в тюках соломы, которые должны были использоваться для восстановления Чебелу, и берет своих людей, чтобы они присоединились к населению Чебелу для работы. После окончания инаугурационного банкета, по сигналу Гбагиди, его люди достают оружие и расправляются с населением Чебелу. Опустошив деревню, Гбагиди поселился со своими людьми у подножия холма и основал столицу своего будущего королевства, которую назвал Са-Авалу или Савалу (где Sa — дружба и Avalou — почтение) в знак уважения к дружбе, благодаря которой стало возможным это завоевание.
Соа покорил соседние местности Доисса, Уэссе, Кутаго, Зунзонканме и основал королевство Савалу при помощи Капо ЧиЧи, который создавал связи через свою роль посла. После этого королевство жило относительно мирно.

## Отношения с соседними королевствами

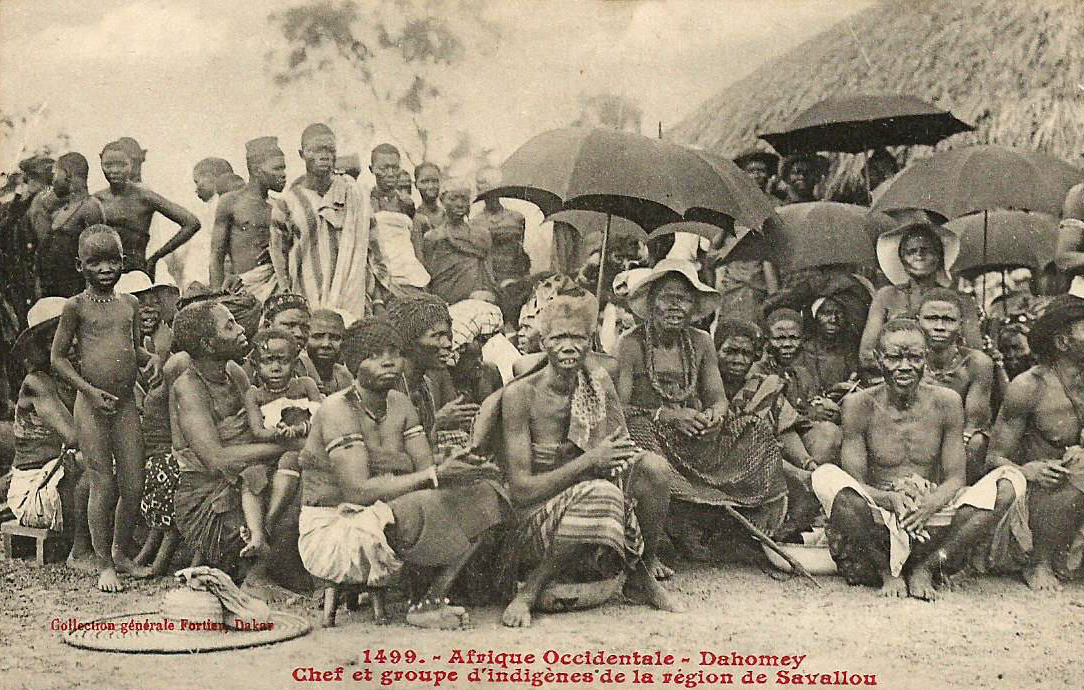
Вождь и группа коренных жителей из региона Савалу, начало XX века

Резня представителей народа Йоруба в Чебелу осложнила отношения между королевством Савалу, жители которого происходили из народа Маи из племени Уэда, и его соседями на востоке: вождеством Дасса и королевством Саве, которые были населены народом Йоруба. Однако больше всего первые правители Савалу боялись могущественного соседа с юга, королевства Абомея.
Действительно, королевство Савалу имела определённую независимость с момента своего основания, но оно постоянно подвергалось нападениям со стороны королевства Абомея и оказывало сопротивление на протяжении более века. Королевство Савалу постепенно перешло в вассальную зависимость от Абомеи к середине XVIII века после захвата населенного пункта Гбоуэле на юге королевства. С этого времени короли Савалу были обязаны присутствовать на всех важных мероприятиях при дворе Абомеи и возводились на престол с одобрения сюзерена.
Таким образом король Абомея Кпингла сверг слепого короля Чау Адити Гбагиди II и посадил на трон Савалу Багло Гбагуиди III. Эта зависимость от королевства Абомея не прекращалась до захвата Абомеи французскими войсками генерала Альфреда Доддса в декабре 1892 года. В 1894 году король Зундегла Гбагиди VIII подписал договор с Пентелем Орасом, представлявшим генерала Доддса, по которому его королевство переходило под протекторат Франции.

## Список правителей

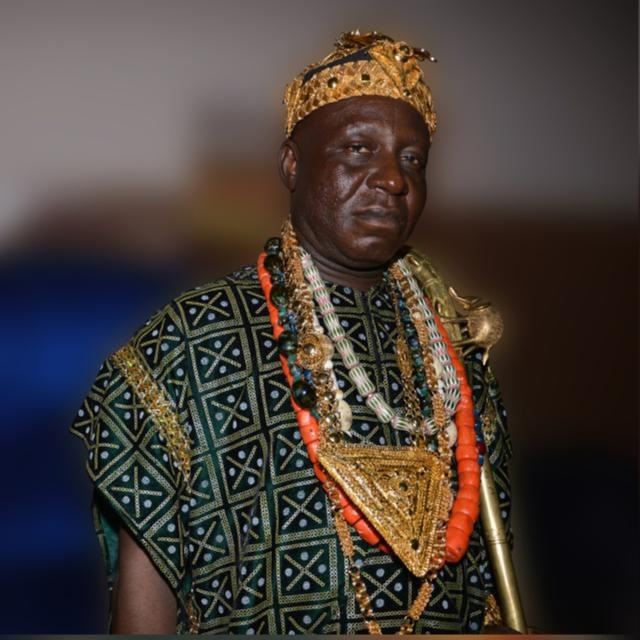
Его Величество Гандженьи Ауойо Гбагиди XIV — король Савалу с 2015 по 2020 гг.

В общей сложности, три регента и семь королей сменили Соа Гбагиди I на троне Савалу, пока королевство не перешло под французский протекторат под руководством Зундеглы Гбагиди VIII. С тех пор вожди сменяли друг друга на троне с одобрения колониальных властей, а затем на основе консенсуса среди знатных людей города. Вожди Савалу сменяются по сей день.
| Наименование на русском     | Наименование на французском  | Годы правления | Статус                              |
| --------------------------- | ---------------------------- | -------------- | ----------------------------------- |
| Соа Габагиди I              | Soha Gbaguidi Ier            | 1557—1642      | Король и основатель государства     |
| Адигли                      | Adigli                       | 1642—1657      | Регент                              |
| Бетете Ава                  | Betêtê Ava                   | 1657—1700      | Регент                              |
| Ньяуи Кпоки                 | Gnahoui Kpoki                | 1700—1722      | Регент                              |
| Чау Гбагиди II              | Tchaou Gbaguidi II           | 1722—1769      | Король                              |
| Багло Гбагиди III           | Baglo Gbaguidi III           | 1769—1794      | Король                              |
| Джейзо Бонанагло Гбагиди IV | Djeïzo Bonanaglo Gbaguidi IV | 1794—1804      | Король                              |
| Бадебу Гбагиди V            | Badébou Gbaguidi V           | 1804—1818      | Король                              |
| Гуньиссо Гбагиди VI         | Gougnisso Gbaguidi VI        | 1818—1860      | Король                              |
| Линтонон Гбагиди VII        | Lintonon Gbaguidi VII        | 1860—1878      | Король                              |
| Зундегла Гбагиди VIII       | Zoundégla Gbaguidi VIII      | 1878—1901      | Король (с 1894 года де-факто вождь) |
| Гумоан Гбагиди IX           | Goumoan Gbaguidi IX          | 1901—1928      | Король (де-факто вождь)             |
| Баинну Гбагиди X            | Bahinnou Gbaguidi X          | 1928—1937      | Король (де-факто вождь)             |
| Гандигбе Гбагиди XI         | Gandigbé Gbaguidi XI         | 1937—1983      | Король (де-факто вождь)             |
| Уэссолен Гбагиди XII        | Houessolin Gbaguidi XII      | 1983—2002      | Король (де-факто вождь)             |
| Вакантно                    |                              | 2002—2006      |                                     |
| Тоссо Гбагиди XIII          | Tossoh Gbaguidi XIII         | 2006—2014      | Король (де-факто вождь)             |
| Гандженьи Ауойо Гбагиди XIV | Gandjègni Awoyo Gbaguidi XIV | 2015—2020      | Король (де-факто вождь)             |